# Sport dimostrativo
Lo sport dimostrativo è una disciplina sportiva che viene invitata a partecipare (da qui il nome in inglese invitational sport) ad una manifestazione multisportiva dal comitato organizzatore della manifestazione stessa. Ciò avviene contattando la rispettiva federazione internazionale dello sport invitato, che deve essere tra quelle riconosciute dal CIO (Comitato Olimpico Internazionale).
Gli sport dimostrativi generalmente sono "provati" nel corso di una edizione della manifestazione multisportiva, quale ad esempio i Giochi olimpici o i Giochi mondiali, per poi essere ammessi al programma ufficiale della successiva edizione.

## Sport dimostrativi ai Giochi olimpici

### Estivi
| Giochi                 | Sport dimostrativi | Quando entrò nel programma olimpico |
| ---------------------- | --- | ----------------------------------- |
| Parigi 1900            | • Pesca (uomini) • Pallone aerostatico (uomini) • Bocce (uomini) • Cannon shooting (uomini) • Fire fighting (uomini) • Volo di Aquilone (uomini) • Pallacorda (uomini) • Nuoto per salvamento (uomini) • Longue paume (uomini) • Motociclismo (uomini) • Tiro al piccione (uomini) • Motonautica (uomini) |                                     |
| Saint Louis 1904       | • Pallacanestro (uomini) • Football americano (uomini) • Calcio gaelico (uomini) • Hurling (uomini) • Motociclismo (uomini) | • 1936                              |
| Londra 1908            | • Bike polo (uomini) |                                     |
| Stoccolma 1912         | • Baseball (uomini) • Glíma (uomini) | • 1992                              |
| Anversa 1920           | • Korfball (uomini) |                                     |
| Parigi 1924            | • Palla basca (uomini) • Canne de combat (uomini) • Canadian Canoa e Kayak (uomini) • Savate (uomini) | • 1936                              |
| Amsterdam 1928         | • Balle pelote (uomini) • Korfball (uomini) • Lacrosse (uomini) |                                     |
| Los Angeles 1932       | • Football americano (uomini) • Lacrosse (uomini) |                                     |
| Berlino 1936           | • Baseball (uomini) • Volo a vela (uomini) |                                     |
| Londra 1948            | • Lacrosse (uomini) • Ginnastica svedese (uomini e donne) |                                     |
| Helsinki 1952          | • Nuoto sincronizzato (donne) • Pesäpallo (uomini) • Pallamano (uomini) |                                     |
| Melbourne 1956         | • Football australiano (uomini) • Baseball (uomini) |                                     |
| Roma 1960              | nessuno |                                     |
| Tokyo 1964             | • Baseball (uomini) • Budō (uomini) |                                     |
| Città del Messico 1968 | • Pelota basca (uomini) • Tennis (uomini e donne) | • 1988                              |
| Monaco di Baviera 1972 | • Badminton (uomini e donne) • Sci nautico (uomini e donne) | • 1992                              |
| Montréal 1976          | nessuno |                                     |
| Mosca 1980             | nessuno |                                     |
| Los Angeles 1984       | • Baseball (uomini) • Tennis (uomini e donne) |                                     |
| Seul 1988              | • Badminton (uomini e donne) • Baseball (uomini) • Bowling (uomini e donne) • Judo (donne) • Taekwondo (uomini e donne) | • 1992 • 2000                       |
| Barcellona 1992        | • Pelota basca (uomini e donne) • Hockey su pista (uomini) • Taekwondo (uomini e donne) |                                     |
| Atlanta 1996           | nessuno |                                     |
| Sydney 2000            | nessuno |                                     |
| Atene 2004             | nessuno |                                     |
| Pechino 2008           | nessuno |                                     |